# Lîtvînivka, Jașkiv
Lîtvînivka (în ucraineană Литвинівка) este o comună în raionul Jașkiv, regiunea Cerkasî, Ucraina, formată numai din satul de reședință.

## Demografie
Componența lingvistică a comunei Lîtvînivka
     Ucraineană (97,93%)
     Rusă (2,07%)
Conform recensământului din 2001, majoritatea populației comunei Lîtvînivka era vorbitoare de ucraineană (97,93%), existând în minoritate și vorbitori de rusă (2,07%).